# Dwór w Proszówkach
Dwór w Proszówkach  – murowany, zabytkowy dwór pochodzący z początku XX wieku, którego właścicielem był Antoni Reubenbauer.

## Historia
Na przełomie XVIII i XIX w. Proszówki należały do Józefa Wielogłowskiego, a po jego śmierci w 1801 r. do jego żony Józefy z Badenich. To właśnie ona wychowywała w Proszówkach swojego wnuka Walerego Wielogłowskiego, późniejszego uczestnika powstania listopadowego, emigranta, działacza społecznego i pisarza organicznego. W swojej autobiograficznej opowieści pt. Dom mojej babki opisuje m.in. dwór i jego otoczenie, na które składały się kaplica dworska, oficyna, pomieszczenia dla służby, stajnie, stodoły, spichlerz, browar, ogród i duży sad. W 1813 r. dwór stał się miejscem schronienia dla mieszkańców wsi w czasie wielkiej powodzi, jaka wówczas miała miejsce. Po wybuchu powstania styczniowego w 1863 r. ów budynek przez blisko rok służył jako tajny magazyn broni dla powstańców.
W 1885 r. Proszówki wraz z drewnianym jeszcze dworem zakupił za 60 tysięcy złotych Antoni Reubenbauer. Na początku XX w. wybudował on nowy, murowany dwór, który przetrwał do dziś.
Syn dziedzica Reubenbauera – Mieczysław, w latach po I wojnie światowej stopniowo doprowadzał majątek do ruiny finansowej. W 1928 r. posiadał już tylko 90 ha, które ostatecznie przejął jego zięć Podolski. Pamiątką po rodzie Reuenbauerów jest kaplica na cmentarzu w Krzyżanowicach, którą ufundował ostatni dziedzic dworu.